# البريق (رواية)
البريق (بالإنجليزية: The Shining) هي رواية رعب صدرت عام 1977 للكاتب الأميركي ستيفن كينغ. وقد استلهم العنوان من أغنية جون لينون «العاقبة الفورية!»، والتي تحتوي على السطر «نحن جميعا نتألق في...». وكانت ثالث رواية منشورة لكنغ، وأول أكثر الكتب بغلاف مقوى مبيعا. واستنادا إلى الكتاب، أنتج فيلم البريق من إخراج ستانلي كوبريك في عام 1980. تركّز رواية البريق على حياة جاك تورانس، وهو كاتب طموح يتعافى من إدمان الكحول، يقبل عملًا بصفة حارس في عطلة الموسم لفندق أوفيرلوك التاريخي في كولورادو روكيز. يرافقه أفراد عائلته في هذا العمل، بمن فيهم ابنه الصغير داني تورانس، الذي يمتلك «البريق»، وهي مجموعة من القدرات الروحية التي تتيح لداني رؤية ماضي الفندق الرهيب. بعد فترة وجيزة، تحتجزهم عاصفة شتوية بسبب تراكم الثلوج، فتؤثر القوى الخارقة التي تسكن الفندق في سلامة عقل جاك، ما يعرّض زوجته وابنه إلى خطر كبير.

## موضوع الرواية
تدور أحداث رواية البريق بشكل رئيسي في فندق أوفيرلوك الخيالي، وهو منتجع معزول مسكون يقع في كولورادو روكيز. يروي تاريخ الفندق، الذي وصفته عدة شخصيات في الخلفية الدرامية، موت بعض ضيوفه وحارسه الشتوي السابق ديلبيرت غرادي، الذي «استسلم لحمى المقصورة» وقتل عائلته ونفسه.
ينتقل جاك تورانس وزوجته ويندي وابنهما داني البالغ من العمر خمس سنوات إلى الفندق بعد أن قبل جاك العمل كحارس شتوي. جاك كاتب طموح يتعافى من إدمان الكحول ويعاني مشاكل في التحكم بغضبه تسببت -قبل القصة- في كسر ذراع داني عن طريق الخطأ وخسارة عمله كمدرّس بعد الاعتداء على طالب. يأمل جاك بأن تساعده عزلة الفندق على إعادة الاتصال بعائلته ومنحه الدافع اللازم للعمل على كتابة مسرحية. يمتلك داني، من دون علم والديه، قدرات في التخاطر يشار إليها باسم «البريق» والتي تمكنه من قراءة العقول ومعرفة الهواجس والاستبصار. يصل أفراد عائلة تورانس إلى الفندق في يوم الإغلاق ويأخذهم المدير في جولة. يجتمعون مع ديك هالوران، رئيس الطباخين، الذي يمتلك أيضًا قدرات مماثلة لقدرات داني ويساعده في وصفها له، فتنشأ علاقة خاصة بين هالوران وداني. يغادر باقي الموظفين والضيوف الفندق، ويبقى أفراد عائلة تورانس وحدهم في الفندق لفصل الشتاء.
بينما تستقر عائلة تورانس في أوفيرلوك، يرى داني أشباحًا ورؤى مخيفة. على الرغم من أن داني مقرّب من والديه، إلا أنه لا يخبر أيًّا منهما برؤياه لأنه يشعر أن عمل الحراسة مهم لأبيه ومستقبل العائلة. تفكّر ويندي في ترك جاك في أوفرلوك لإنهاء عمله بمفرده؛ لكن داني يرفض المغادرة، إذ يعتقد أن والده سيكون أسعد إذا بقيا معه. ومع ذلك، سرعان ما يدرك داني أن وجوده في الفندق يجعل نشاطه الخارق أقوى، وتتحوّل أصداء المآسي السابقة إلى تهديدات خطيرة. تأخذ الأشباح شكلًا مجسّمًا وتُبثّ الحياة في أشجار الحديقة المقلّمة على هيئة حيوانات. يحتجز تساقط الثلوج عائلة تورانس في الفندق المنعزل ويفصلهم عن العالم الخارجي.
يواجه فندق أوفرلوك صعوبة في الاستحواذ على داني، لذا يبدأ في الاستحواذ على جاك عن طريق إحباط حاجته ورغبته في العمل وإغرائه بتاريخ الفندق من خلال سجل القصاصات والسجلات في الطابق السفلي. تبدأ أعراض حمى المقصورة بالظهور على جاك ويصبح وضعه غير مستقر على نحو متزايد، ما يجعله يحطّم المذياع ويخرّب العربة الثلجية اللذين كانا الوسيلتين الوحيدتين لدى عائلة تورانس للاتصال بالعالم الخارجي. في يوم من الأيام، بعد شجار مع ويندي، يكتشف جاك أن حانة الفندق مليئة بالمشروبات الكحولية على الرغم من أنها كانت فارغة في السابق، ويحضر حفلة يلتقي فيها بشبح ساقي الحانة الذي يدعى لويد. ويرقص مع شبح امرأة شابة تحاول إغواءه. عندما يثمل، يستخدم الفندق شبح الحارس السابق غرادي لحث جاك على قتل زوجته وابنه. يقاوم في البداية، لكن التأثير المتزايد للفندق إلى جانب إدمان جاك على الكحول والغضب يتغلبون عليه. يصبح وحشًا تحت سيطرة الفندق، مستسلمًا لجانبه المظلم. تتغلب ويندي وداني على جاك بعد أن حاول مهاجمة ويندي، ويحبسانه داخل حجرة المؤن، لكن شبح ديلبرت غرادي يطلق سراحه بعد أن جعل جاك يعده بإحضار داني وقتل ويندي. يهاجم جاك ويندي بإحدى مطرقات الفندق، ويصيبها بأذى شديد، لكنها تهرب إلى جناح الحارس وتحبس نفسها في الحمام. يحاول جاك كسر الباب بالمطرقة، لكن ويندي تشرط يده بشفرة حلاقة لردعه.
في هذه الأثناء، يتلقى هالوران نداء استغاثة روحية من داني أثناء عمله في منتجع شتوي في فلوريدا. يسرع هالوران بالعودة إلى فندق أوفرلوك، وهناك تهاجمه الحيوانات التوبيارية ويصيبه جاك بجروح خطيرة. بينما يلاحق جاك داني في أرجاء فندق أوفرلوك ويحصره في الطابق العلوي للفندق، يستعيد جاك السيطرة على نفسه لفترة وجيزة ويطلب من داني الهرب بعد أن بقي داني في مكانه واستهجن جاك باعتباره قناعًا ووجهًا مزيفًا يرتديه الفندق. يسيطر الفندق على جاك مرة أخرى، ويجعله يحطّم وجهه وجمجمته بعنف بالمطرقة، ويدمر آخر بقايا لجاك ويترك كائنًا تسيطر عليه شخصية «مدير» الفندق الحاقدة. يتذكّر داني أن جاك قد أهمل تخفيف الضغط على مرجل الفندق، يبلغ داني الفندق بأنه على وشك الانفجار. أثناء هرب داني وويندي وهالوران، يندفع مخلوق الفندق إلى الطابق السفلي في محاولة للتنفيس عن الضغط، ولكن بعد فوات الأوان إذ ينفجر المرجل، ما يؤدي إلى مقتل جاك وتدمير الفندق. في مواجهة محاولة الفندق الأخيرة للاستحواذ عليه، يرشد هالوران داني وويندي إلى بر الأمان.
تدور أحداث نهاية الكتاب خلال الصيف التالي. يهدِّئ هالوران، الذي حصل على عمل كرئيس للطهاة في منتجع في ولاية ماين، داني بشأن فقدان والده بينما تتعافى ويندي من الإصابات التي لحقت بها على يد جاك.

## وصلات خارجية
- البريق على موقع الموسوعة البريطانية (الإنجليزية)